# Montagnac-la-Crempse
Montagnac-la-Crempse é uma comuna francesa na região administrativa da Nova Aquitânia, no departamento Dordonha. Estende-se por uma área de 25,93 km². Em 2010 a comuna tinha 417 habitantes (densidade: 16,1 hab./km²).